# Polycnemum pentandrum
Polycnemum pentandrum är en amarantväxtart som först beskrevs av Robert Brown, och fick sitt nu gällande namn av Ferdinand von Mueller. Polycnemum pentandrum ingår i släktet broskörter, och familjen amarantväxter. Inga underarter finns listade i Catalogue of Life.